# Cal Marc (Maials)
Cal Marc és una casa de Maials (Segrià) inclosa a l'Inventari del Patrimoni Arquitectònic de Catalunya.

## Descripció
Casa entre mitgeres de planta baixa i dos pisos, amb una tipologia d'obertures que suposa una variació sobre els models rutinaris. Dos arcs a manera de galeria, emmarquen les finestres de la golfa, amb una gàrgola al mig. Els balcons tenen un ric forjat característic de l'època. Entrada de gran tipisme amb el terra emmarcat amb codines, finestres d'entresòl i accés a les escales emmarcat per dues columnes unides per un arc escarser i una porta reixada.